# Saxatilomys paulinae
Saxatilomys paulinae är en gnagare i familjen råttdjur (Muridae), som upptäcktes först på 2000-talet. Den beskrevs av Guy G. Musser, Angela Smith, Mark F. Robinson och Darrin P. Lunde 2005. Den hittades i reservatet Phou Hin Poun National Biodiversity Conservation Area i den Annamitiska bergskedjan, i  provinsen  Khammuan i centrala Laos.

## Beskrivning
De första individer av arten som undersöktes var ungefär 15 cm långa (huvud och bål) och hade en cirka 17 cm lång svans. Pälsen har främst en mörkgrå färg. På buken är pälsen mjuk och på ovansidan är böjliga taggar inblandade. Kring de små mörkbruna ögonen finns vitaktiga ringar. Den bruna svansen är täckt av fjäll och korta hår. Alla tår har medellånga böjda klor.
Saxatilomys paulinae är aktiv på natten och äter troligen insekter.

## Etymologi
Släktnamnet kommer av latinets saxatilis, "bland klipporna" och grekiskans mys i betydelsen mus eller råtta.

## Hot mot arten
Det finns inga större hot mot arten, som lever i kalkstensrika områden. Skyddande träd i randområden och karstområden tas emellertid ut för avverkning och som ved, vilket påverkar artens habitat.